# Alexandru Mitru
Alexandru Mitru (pseudonimul lui Alexandru Pârâianu; n. 6 noiembrie 1914, Craiova, România – d. 18 decembrie 1989, București, România) a fost un prozator român, autor de literatură pentru copii și tineret.

## Biografie
A studiat la Școala Primară, Liceul Carol I și Liceul Frații Buzești, toate din Craiova. A lucrat ca profesor de limba română la Liceul „Gheorghe Lazăr” din București.

## Cariera
A debutat în 1932 cu nuvela Păpușa (refăcută ulterior sub denumirea Joc).
Printre scrierile sale se numără Legendele Olimpului și volumul de povești Căciula fermecată.
Legendele Olimpului [Zeii (vol. 1) și Eroii (vol. 2)], este un ciclu de povestiri inspirate din miturile grecilor, au jucat un rol însemnat în apropierea publicului tânăr din România de bazele gândirii și de istoria mitică a Greciei Antice. Lucrarea poate fi pusă în corespondență cu Legendele și miturile Greciei Antice, elaborată de către autorul rus N.A. Kun. Cartea Legendele Olimpului este structurată în două volume: „Zeii” descrie panteonul grecesc, iar „Eroii” relatează biografiile eroilor legendari ai acestui popor.
A doua lucrare importantă este Din marile legende ale lumii, o antologie din miturile celebre ale omenirii (Ghilgameș, Cneazul Igor, Roland, Siegfried și Crimhilda, Cidul, Guillaume d’Orange, Gudrun, Viteazul în piele de tigru, Arthur și Cavalerii Mesei Rotunde, Tristan și Isolda) cum ar fi povestea lui Tristan și a Isoldei, povestea lui Rodrigo Diaz de Bivar, supranumit Cidul și nu în ultimul rând o povestire a uneia dintre cele mai cunoscute și pe larg analizate teme, epopeea viteazului Ghilgameș. 
Alexandru Mitru a mai scris, printre alte titluri, volumul Povești despre Păcală și Tăndală, unde este pusă în evidență viața țăranului român. Cartea face parte din genul literar epic și este o operă de tip nuvelă.

## Opera

### În volum
- Păpușa, București, 1932
- Albumul de geografie, București, 1951
- Povestea ielelor, București, 1951
- Supărarea lui Dincă, București, 1953
- Inima mamei, București, 1954
- Copiii muntelui de aur, București, 1954 (Muntele de aur, București, 1974)
- În țara legendelor, București, 1956
- Povești cu tâlc, București, 1956
- Trandafirul roșu, București, 1956
- Basmele mării, București, 1957
- Palatul de argint, București, 1958
- Isprăvile viteazului Heracle, București, 1959 (piesă de teatru de păpuși)
- Legendele Olimpului, I-II, introducere de Nicolae I. Barbu, București, 1960-1962; ediție îngrijită și prefață de Demostene Botez, București, 1983
- Alte povești cu tâlc, București, 1961
- Povești despre Păcală, București, 1961
- Mateiaș Gâscarul, Editura Tineretului, București, 1962.
- Din marile legende ale lumii, I-II, București, 1963-1965
- Găina cu ouăle de aur, București, 1963
- Flori pentru Mihaela, București, 1964
- Întoarcerea lui Neghiniță, București, 1966
- Săgeata căpitanului Ion, București, 1967
- Povești cu tâlc (Povești cu tâlc. Alte povești cu tâlc. Povești despre Păcală) București, 1967
- În țara legendelor, București, 1968
- Sabia de foc, București, 1969
- Avionul de Cluj (cu Constantin Mateescu), București, 1970 (piesă de teatru)
- Luceafărul de ziuă, București, 1970
- Vulturii de foc, București, 1970
- Domnul din Vladimiri, București, 1971
- Bastonul cu mâner de argint, București, 1974
- Bucureștii în legende și povestiri, București, 1975 (colecția Locuri și legende, Editura Sport-turism)
- Povești despre Păcală și Tândală, București, 1975
- Acasă la Macedonski, București, 1976
- Nemaipomenitele aventuri ale lui Pinocchio, năzdrăvanul prichindel de lemn, Iași, 1976
- Strălucitoarea sabie, București, 1976
- Florile acelei primăveri, București, 1977
- Joc, Craiova, 1977
- ABC-ul poveștilor, Iași, 1978
- Craiova în legende și povestiri, București, 1978
- Iașii în legende și povestiri, București, 1979
- Legendă valahă, București, 1979
- Cântecul Columnei, București, 1981
- Dansez cu tine, Craiova, 1981
- Aradul în legende și povestiri, București, 1982
- Din rădăcini de legendă și baladă, Iași, 1982
- Călătoriile lui Făt-Frumos, Iași, 1985
- Vântul suflă liber peste câmpuri, Craiova, 1986
- Lumini din vremuri, Craiova, 1987
- Căciula fermecată, Craiova, 1989
- Portretul dragostei, Iași, 1989

### Traduceri
- Ruth Lissai, Sol, nota fugară, București, 1959
- Cum a ajuns lupul cântăreț. Povești populare săsești (din Transilvania), București, 1962 (cu Virgil Teodorescu)
- Waldemar Bonsels, Albina Maia și aventurile ei, București, 1966
- Karin Michaelis, Copiii doamnei Gormsen, București, 1970
- Hedi Hauser, Spiridușii pădurii, București, 1975[5]
- Povești populare românești și săsești, București, 1975

### Scenarii
- Săgeata căpitanului Ion (1972)

## Premii și distincții
Alexandru Mitru a primit numeroase distincții și premii literare, printre care:
- Premiul Uniunii Scriitorilor (1967 și 1982)
- Premiul „Ion Creangă” al Academiei Române (1968)
- Premiul European de Literatură pentru Copii și Tineret (pentru întreaga operă, 1976)
- Diploma de Onoare a Premiului Internațional Trento, Italia (pentru volumul Din marile legende ale lumii, 1978)